# 彼得·奥斯特霍夫
彼得·特奥多鲁斯·奥斯特霍夫（荷蘭語：Pieter Theodorus Oosterhoff，1904年3月30日—1978年3月14日），出生于吕伐登，荷兰天文学家。他和扬·奥尔特是荷兰莱顿天文台的共同管理员。

## 研究生涯
奥斯特霍夫发表的论文主要涉及变星和光度测定。他最知名的工作是1939年的观察，即根据天琴座RR型变星的周期性发现了两类球状星团，之后被称为奥斯特霍夫星群。
1951年至1952年，他担任国际天文学联盟的助理秘书长，并从1952年至1958年担任秘书长。1954年，他是起草建设欧洲南方天文台宣言的十二位欧洲天文学家之一。
1978年逝世于莱顿。

## 荣誉
小行星 1738 奥斯特霍夫以他的名字命名。